# Genia van der Grinten-Lücker

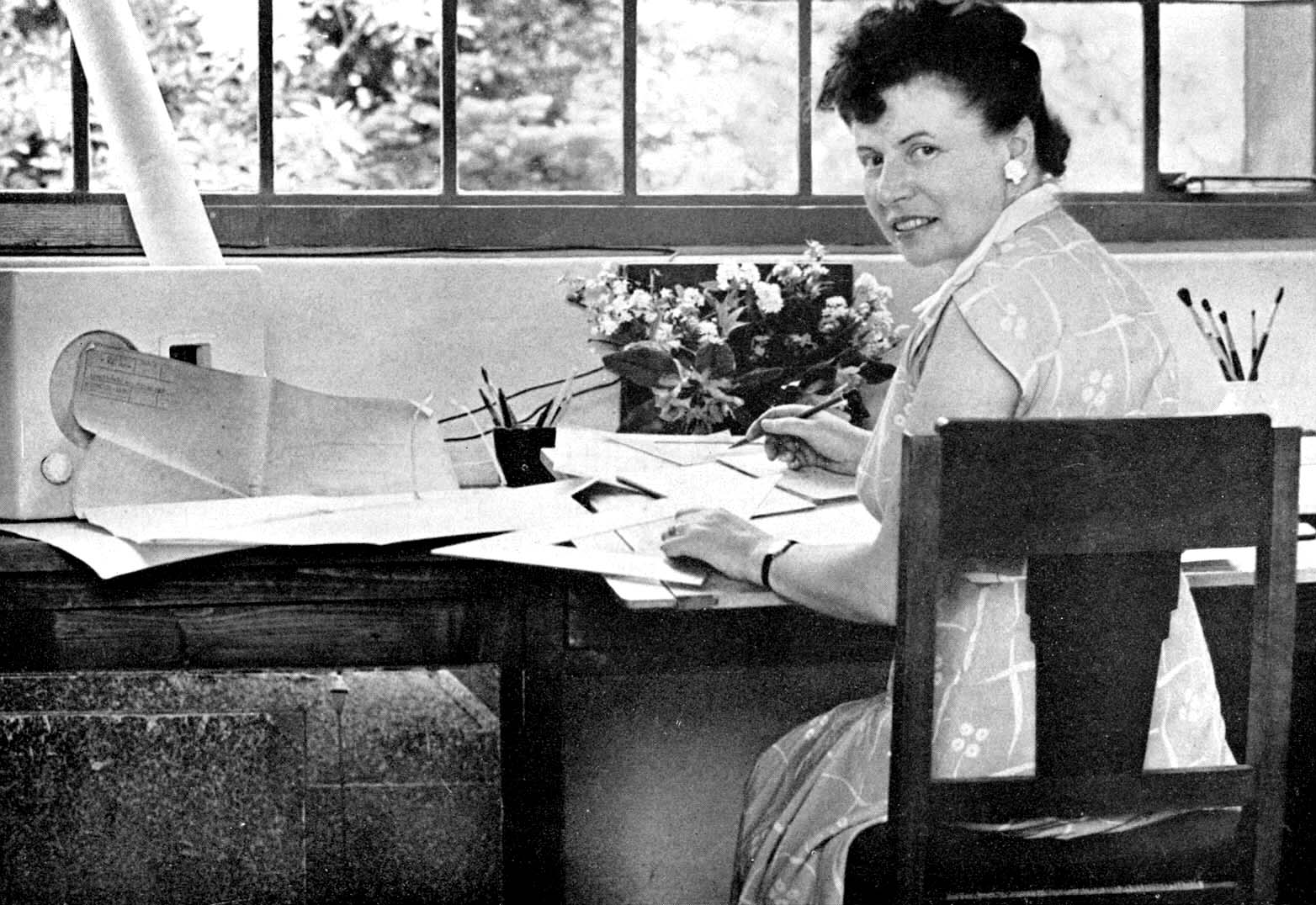
Genia Lücker, 1952, in het ontwerpproces van de Netherlands Carillon. Foto Huub van der Grinten.

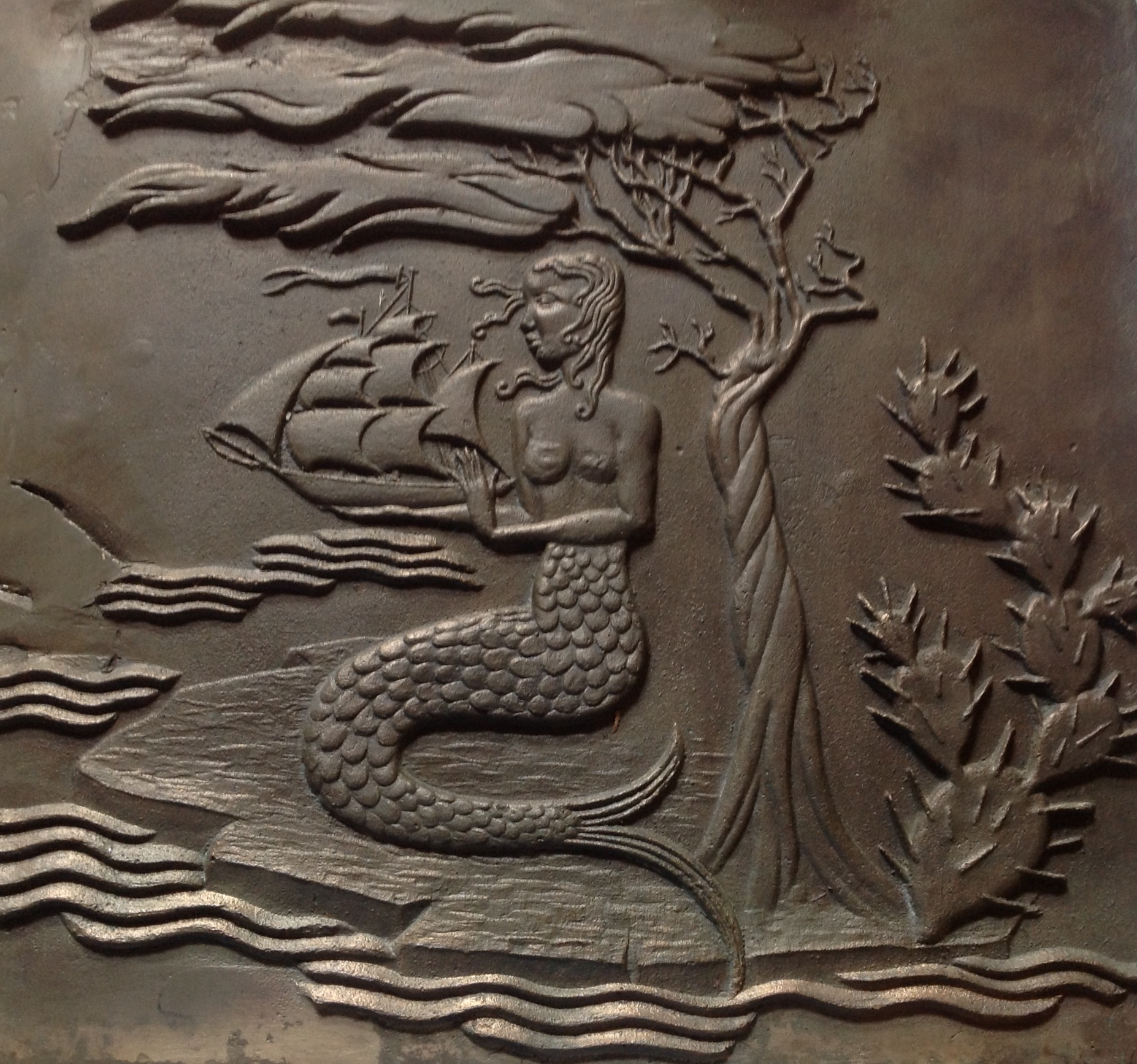
Messing reliëf, gemaakt door de graveur Ernest Goyarts Sr, naar ontwerp van Lücker voor de klok van de Nederlandse Antillen van het Carillon voor Amerika. Archief Ernest Goyarts.

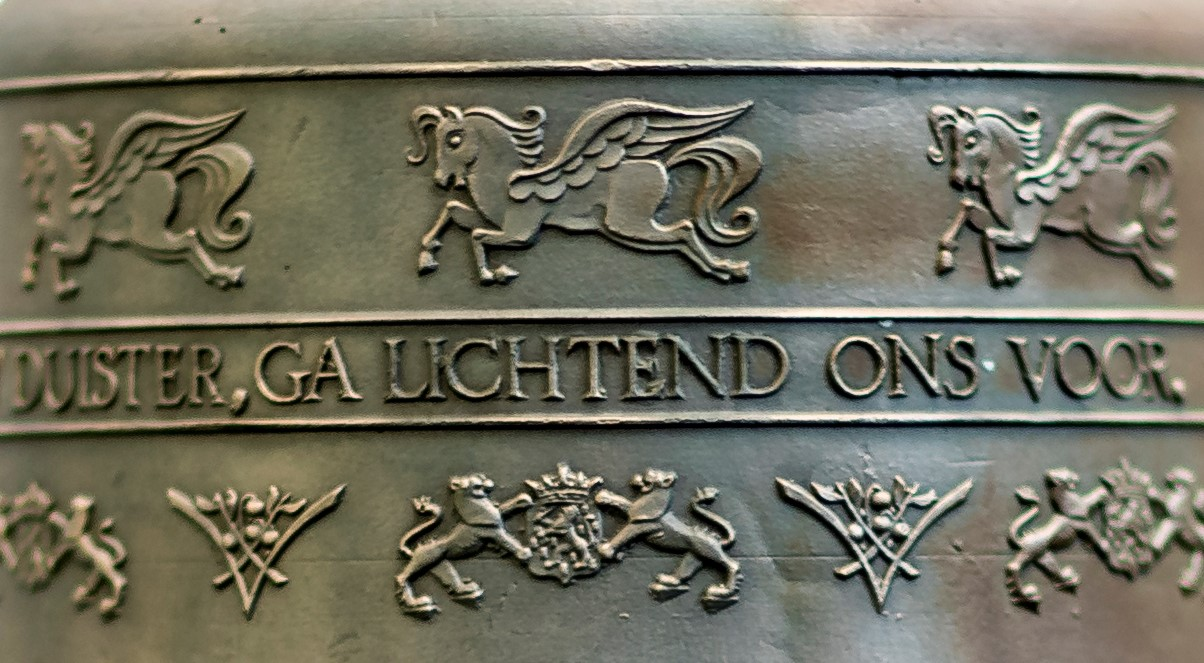
Ontwerp van Lücker voor de sierrand met Pegasus-paardjes op de klokken gewijd aan de Kunsten, Onderwijs en Wetenschap van het Carillon voor Amerika. Deze klok is opgedragen aan de wetenschappen. De tekst van de dichter Ben van Eysselstijn eronder luidt:Vlam, behoud Uw luister, wij reiken U door; Zonder U: Het duister. Ga lichtend ons voor. Foto Rob Fritsen

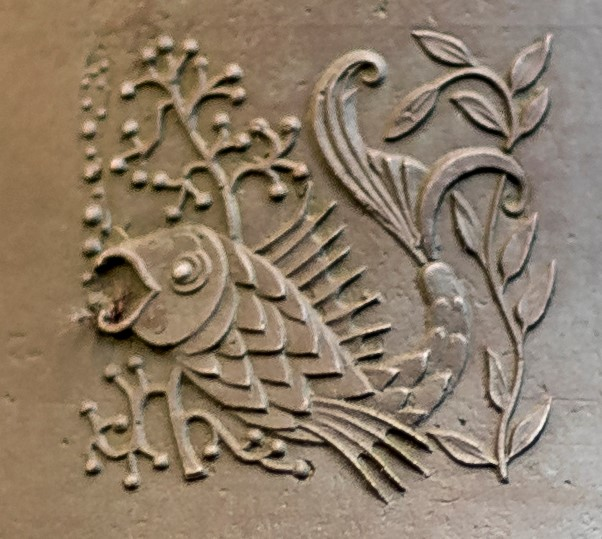
Ontwerp van Lücker voor de serie klokken gewijd aan de jeugd, eveneens van het Carillon voor Amerika. De vis is het symbool van de wederopstanding. Foto Rob Fritsen.

Genia van der Grinten-Lücker (Nijmegen, 6 maart 1908 - Eindhoven, 10 februari 1996) was een Nederlands sierkunstenaar, graficus en decoratieschilder. Zij is onder andere bekend door haar decoraties op klokken, in het bijzonder de klokken van het carillon op Arlington National Cemetery, dat na de oorlog door de Nederlandse regering aan het Amerikaanse volk is geschonken.

## Biografie
Genia Lücker werd geboren in Nijmegen als derde kind van Eugène Lücker, een bekend Nijmeegse schilder en graficus, en May Kerkhoffs. Na de lagere school ging Genia naar de katholieke mulo (1915) voor meisjes en haalde vervolgens haar diploma voor onderwijzeres aan de kweekschool. Na de kweekschool bezocht zij de Koninklijke school voor Kunst, Techniek en Ambacht, ook wel de Piet Slager Academie genoemd, in 's-Hertogenbosch. Zij ontwikkelde daar haar vaardigheden in decoratieve elementen en de bouwstijlen van het verre verleden, vanaf de Assyrische kunst tot en met de toen nieuwe art deco-stijl. Daarnaast kreeg zij ook nog les van haar vader in de technieken van houtsnijden en gebrandschilderd glas. In die tijd maakte ze houtsneden voor ‘Het Venster’, het studentenblad dat haar man met anderen had opgericht in Nijmegen, en maakte zij talloze ontwerpen voor ex librissen, huiszegens en geboorte- en communiekaartjes en illustreerde zij kinderboekjes waarin heiligenlevens verteld werden. Zij nam ook deel aan exposities van religieuze kunst.
Na de Tweede Wereldoorlog, toen in Nederland talrijke kerktorens met de klokkenroof door de Duitsers hun klokken kwijtgeraakt waren, legde zij zich ook toe op het ontwerpen van decoraties voor de nieuw te gieten klokken die overal in het land nodig waren. Zij specialiseerde zich in religieuze symboliek en ontwikkelde een nieuwe stijl in het tot dan toe gangbare repertoire: een mengeling van klassieke motieven met jugendstil- en art-deco-elementen. In het verleden werden klokkendecoraties vervaardigd door diepsnijden in hout. Na enig experimenteren ging zij echter over op diepsnijden in linoleum, een materiaal dat minder stug is en daardoor een soepele lijnvoering mogelijk maakt. Deze zogenaamde linosnede was tot dan toe alleen nog gebruikt voor vlakdruk.
De in Asten gevestigde Klokkengieterij Eijsbouts was een van Lückers belangrijkste opdrachtgevers. Ook maakte zij ontwerpen voor de Klokkengieterij Petit & Fritsen in het naburige Aarle-Rixtel. Na de oorlog besloot de Nederlandse regering een carillon te schenken aan Amerika als dank voor de hulp in de oorlog en de Marshallhulp daarna. Naast Van Bergen uit Heiligerlee en Petit & Fritsen uit Aarle-Rixtel, was Eijsbouts een van de drie klokkengieterijen die samen het carillon zouden gieten. Naast Lücker werden nog twee andere kunstenaars aangezocht, te weten de schilder Louis Meys en de beeldhouwer Gerard van Remmen. Gezien haar ervaring als graficus en het maken van ontwerpen voor klokken, kreeg Lücker de leiding van het decoratieve proces.  De dichter Ben van Eysselsteijn kreeg opdracht voor alle klokken een tekst te schrijven. In 1960 werd het Netherlands Carillon in gebruik genomen op de plek waar het nu staat, Arlington National Cemetery in Washington D.C.
Nog steeds worden Lückers ontwerpen gebruikt door Klokkengieterij Koninklijke Eijsbouts. Naast het ontwerpen van klokkendecoraties bleef zij ontwerpen maken voor omslagen van tijdschriften en catalogi, affiches voor tentoonstellingen, gebrandschilderde ramen, huismerken voor stichtingen en talloze ex librissen. Zij bleef dit doen tot haar 75e jaar.
In 2019 kwamen alle klokken van het Netherlands Carillon  terug naar de Klokkengieterij Eijsbouts in Asten om schoongemaakt en opnieuw gestemd te worden. Naar aanleiding daarvan werd een tentoonstelling georganiseerd door het Museum Klok & Peel, waar een aantal klokken te bezichtigen zijn evenals een aantal oorspronkelijke ontwerptekeningen van Genia Lücker.